# 1011
1011 (MXI) fue un año común comenzado en lunes del calendario juliano.

## Acontecimientos
- Sanjo es coronado Emperador de Japón
- Sancho de Castilla funda el Monasterio de San Salvador de Oña.
- Reconquista de la Ciudad de Osma en el Condado de Castilla.

## Nacimientos
- Pedro Orseolo de Hungría, rey de Hungría.
- Roberto I de Borgoña, duque de Borgoña, conde de Charolais y Langres y conde de Auxerre.

## Fallecimientos
- Ana Porfirogéneta, Gran Princesa de la Rus de Kiev.
- Bernardo I de Sajonia, duque de Sajonia.
- Helgi y Grim Njalsson, hermanos vikingos de Islandia.
- Hoskuld Thrainsson, vikingo islandés.
- Ichijo, Emperador de Japón.
- Njáll Þorgeirsson, hombre de leyes y consejero islandés.
- Reizei Tennō, emperador de Japón.
- Ermengol I de Urgel.